# ヘンドリク・シュポイ
ヘンドリク・シュポイ（Hendrick Speuy, 1575年頃 - 1625年）は、オランダの音楽家。

## 生涯と作品
シュポイは1575年頃、ブリーレに生まれた。1595年、ドルドレヒトのオルガン奏者に任じられた。1610年、24曲のコラール編曲を収めた『ダビデの懺悔の詩篇によるオルガンとチェンバロのための楽譜集』を出版した。この曲集はオランダで出版された、初期の鍵盤曲の楽譜の一つでもある。シュポイは、ヤン・ピーテルスゾーン・スウェーリンクと同じ時代の人であり、その作品はスウェーリンクのものとして伝えられてきたものもある。

## 注
1. ↑  原題「De Psalmen Davids gestelt op het Tabulatuer van het Orghel ende Clavecymmel...」。校訂譜は、Frits Noske, Varia musica 15　Psalm preludes for organ or harpsichord,Amsterdam: Vereniging voor Nederlandse Muziekgeschiedenis,1963